# Acontia cora
Acontia cora là một loài bướm đêm trong họ Noctuidae.